# Lebeckia dinteri
Calobota linearifolia là một loài rau đậu thuộc họ Fabaceae.
Loài này chỉ có ở Namibia.
Môi trường sống tự nhiên của chúng là sa mạc lạnh.